# Macrothelidae
Macrothelidae Simon, 1892 è una famiglia di ragni appartenente all'ordine Araneae.

## Etimologia
Il nome di questa famiglia deriva dal greco antico μακρός', cioè grande e θὴλη, mammella, in riferimento alla grandezza delle filiere.

## Caratteristiche
I ragni di questa famiglia sono relativamente grandi, con un congruo dimorfismo sessuale: le femmine variano da 1 a 3 centimetri di lunghezza del corpo; mentre i maschi non superano la metà delle loro dimensioni.
Si distinguono dagli altri ragni migalomorfi per le sigillae posteriori più grandi sullo sterno e per la diversa disposizione delle file dei denti lungo il margine dei Cheliceri: il margine più grande è rivolto in avanti e il più piccolo è rivolto all'indietro.

## Ecologia e comportamento
Questi ragni costruiscono tele ad imbuto sotto le rocce o i tronchi o in fessure del terreno.

## Distribuzione
Le 38 specie della famiglia sono ampiamente distribuite in Asia (prevalentemente dall'India al Giappone, e sull'isola di Giava); 4 specie sono state reperite in Africa e 2 in Europa.

## Tassonomia
Originariamente denominato Macrotheleae Ausserer, 1871a, è stato trasferito dalla famiglia Hexathelidae ed elevato al rango di famiglia a sé a seguito di un lavoro di Hedin et al., del 2017.
Attualmente, a dicembre 2020, si compone di 1 genere e 38 specie:
- Macrothele Ausserer, 1871 - Asia (dall'India al Giappone, Giava), Africa, Europa

### Albero tassonomico
Il seguente cladogramma mostra le relazioni filogenetiche attualmente note di questa famiglia nell'ambito dei ragni migalomorfi:
|  | Calisoga (Nemesiidae)        |
|  |                              |
|  | Hebestatis (Halonoproctidae) |
|  |                              |

|  | Atracidae     |
|  |               |
|  | Actinopodidae |
|  |               |

|  | Calisoga (Nemesiidae)        |
|  |                              |
|  | Hebestatis (Halonoproctidae) |
|  |                              |

|  | Atracidae     |
|  |               |
|  | Actinopodidae |
|  |               |

|  | Calisoga (Nemesiidae)        |
|  |                              |
|  | Hebestatis (Halonoproctidae) |
|  |                              |

|  | Atracidae     |
|  |               |
|  | Actinopodidae |
|  |               |

|  | Calisoga (Nemesiidae)        |
|  |                              |
|  | Hebestatis (Halonoproctidae) |
|  |                              |

|  | Atracidae     |
|  |               |
|  | Actinopodidae |
|  |               |

|  | Calisoga (Nemesiidae)        |
|  |                              |
|  | Hebestatis (Halonoproctidae) |
|  |                              |

|  | Atracidae     |
|  |               |
|  | Actinopodidae |
|  |               |

|  | Calisoga (Nemesiidae)        |
|  |                              |
|  | Hebestatis (Halonoproctidae) |
|  |                              |

|  | Atracidae     |
|  |               |
|  | Actinopodidae |
|  |               |

|  | Calisoga (Nemesiidae)        |
|  |                              |
|  | Hebestatis (Halonoproctidae) |
|  |                              |

|  | Atracidae     |
|  |               |
|  | Actinopodidae |
|  |               |

|  | Calisoga (Nemesiidae)        |
|  |                              |
|  | Hebestatis (Halonoproctidae) |
|  |                              |

|  | Atracidae     |
|  |               |
|  | Actinopodidae |
|  |               |

|  | Calisoga (Nemesiidae)        |
|  |                              |
|  | Hebestatis (Halonoproctidae) |
|  |                              |

|  | Atracidae     |
|  |               |
|  | Actinopodidae |
|  |               |

|  | Calisoga (Nemesiidae)        |
|  |                              |
|  | Hebestatis (Halonoproctidae) |
|  |                              |

|  | Atracidae     |
|  |               |
|  | Actinopodidae |
|  |               |

|  | Calisoga (Nemesiidae)        |
|  |                              |
|  | Hebestatis (Halonoproctidae) |
|  |                              |

|  | Atracidae     |
|  |               |
|  | Actinopodidae |
|  |               |

|  | Calisoga (Nemesiidae)        |
|  |                              |
|  | Hebestatis (Halonoproctidae) |
|  |                              |

|  | Atracidae     |
|  |               |
|  | Actinopodidae |
|  |               |

|  | Calisoga (Nemesiidae)        |
|  |                              |
|  | Hebestatis (Halonoproctidae) |
|  |                              |

|  | Atracidae     |
|  |               |
|  | Actinopodidae |
|  |               |

|  | Calisoga (Nemesiidae)        |
|  |                              |
|  | Hebestatis (Halonoproctidae) |
|  |                              |

|  | Atracidae     |
|  |               |
|  | Actinopodidae |
|  |               |

|  | Calisoga (Nemesiidae)        |
|  |                              |
|  | Hebestatis (Halonoproctidae) |
|  |                              |

|  | Atracidae     |
|  |               |
|  | Actinopodidae |
|  |               |

|  | Calisoga (Nemesiidae)        |
|  |                              |
|  | Hebestatis (Halonoproctidae) |
|  |                              |

|  | Atracidae     |
|  |               |
|  | Actinopodidae |
|  |               |

|  | Calisoga (Nemesiidae)        |
|  |                              |
|  | Hebestatis (Halonoproctidae) |
|  |                              |

|  | Atracidae     |
|  |               |
|  | Actinopodidae |
|  |               |

|  | Calisoga (Nemesiidae)        |
|  |                              |
|  | Hebestatis (Halonoproctidae) |
|  |                              |

|  | Atracidae     |
|  |               |
|  | Actinopodidae |
|  |               |

|  | Calisoga (Nemesiidae)        |
|  |                              |
|  | Hebestatis (Halonoproctidae) |
|  |                              |

|  | Atracidae     |
|  |               |
|  | Actinopodidae |
|  |               |

|  | Calisoga (Nemesiidae)        |
|  |                              |
|  | Hebestatis (Halonoproctidae) |
|  |                              |

|  | Atracidae     |
|  |               |
|  | Actinopodidae |
|  |               |

|  | Calisoga (Nemesiidae)        |
|  |                              |
|  | Hebestatis (Halonoproctidae) |
|  |                              |

|  | Atracidae     |
|  |               |
|  | Actinopodidae |
|  |               |

|  | Calisoga (Nemesiidae)        |
|  |                              |
|  | Hebestatis (Halonoproctidae) |
|  |                              |

|  | Atracidae     |
|  |               |
|  | Actinopodidae |
|  |               |

|  | Calisoga (Nemesiidae)        |
|  |                              |
|  | Hebestatis (Halonoproctidae) |
|  |                              |

|  | Atracidae     |
|  |               |
|  | Actinopodidae |
|  |               |

|  | Calisoga (Nemesiidae)        |
|  |                              |
|  | Hebestatis (Halonoproctidae) |
|  |                              |

|  | Atracidae     |
|  |               |
|  | Actinopodidae |
|  |               |

|  | Calisoga (Nemesiidae)        |
|  |                              |
|  | Hebestatis (Halonoproctidae) |
|  |                              |

|  | Atracidae     |
|  |               |
|  | Actinopodidae |
|  |               |

|  | Calisoga (Nemesiidae)        |
|  |                              |
|  | Hebestatis (Halonoproctidae) |
|  |                              |

|  | Atracidae     |
|  |               |
|  | Actinopodidae |
|  |               |

|  | Calisoga (Nemesiidae)        |
|  |                              |
|  | Hebestatis (Halonoproctidae) |
|  |                              |

|  | Atracidae     |
|  |               |
|  | Actinopodidae |
|  |               |

|  | Calisoga (Nemesiidae)        |
|  |                              |
|  | Hebestatis (Halonoproctidae) |
|  |                              |

|  | Atracidae     |
|  |               |
|  | Actinopodidae |
|  |               |

|  | Calisoga (Nemesiidae)        |
|  |                              |
|  | Hebestatis (Halonoproctidae) |
|  |                              |

|  | Atracidae     |
|  |               |
|  | Actinopodidae |
|  |               |

|  | Calisoga (Nemesiidae)        |
|  |                              |
|  | Hebestatis (Halonoproctidae) |
|  |                              |

|  | Atracidae     |
|  |               |
|  | Actinopodidae |
|  |               |

|  | Calisoga (Nemesiidae)        |
|  |                              |
|  | Hebestatis (Halonoproctidae) |
|  |                              |

|  | Atracidae     |
|  |               |
|  | Actinopodidae |
|  |               |

|  | Calisoga (Nemesiidae)        |
|  |                              |
|  | Hebestatis (Halonoproctidae) |
|  |                              |

|  | Atracidae     |
|  |               |
|  | Actinopodidae |
|  |               |